# 桃井聖司
桃井 聖司（ももい せいじ、1967年7月6日 - ）は、日本の作曲家。ゲームミュージック、映画音楽、ミュージカルなどの舞台音楽を専門とする。

## 来歴・人物
愛知県岡崎市出身。岡崎市立根石小学校、岡崎市立甲山中学校、愛知県立岡崎高等学校卒業。愛知県立芸術大学音楽学部で作曲を専攻。作曲・管弦楽法を兼田敏、和声・対位法を平田裕一、松井昭彦、岡坂慶喜の各氏に師事。1990年よりデータイースト株式会社のサウンドチームに所属。1993年に同社退職後、音楽制作会社勤務を経て、1995年よりフリーランスで作曲・演奏活動を行なう。代表作は『ヘラクレスの栄光III 神々の沈黙』『ブレイブサーガ2』『メテオス』など。
1994年よりローランド音楽教室指導スタッフとして講師育成・教材開発を担当するとともに、楽器展示イベントや楽器販売店でDTMセミナーを行なうなど音楽教育の分野にも携わるようになる。2001年より音楽団体「彩響舎」代表を務め、2011年にHAL東京ミュージック学科教官に就任。2013年より旧データイーストサウンドチームメンバーで構成されたバンド「ゲーマデリック」において、『せいんと☆ぴーち』名義でキーボーディストとして活動。

## 主な作品

### ゲーム
- 1990年 - 大怪獣デブラス（データイースト、FC）
- 1991年
  - ダークロード（データイースト、FC）
  - Captain America and The Avengers（データイースト、NES）
  - 戦え原始人（データイースト、SFC）
- 1992年
  - ヘラクレスの栄光III 神々の沈黙（データイースト、SFC）
  - 戦え原始人2 ルーキーの冒険（データイースト、SFC）
- 1993年 - ペンギンうきうき びっくりすいぞくかん めいろパズル（セガ、PICO）
- 1994年
  - ヘラクレスの栄光IV 神々からの贈り物（データイースト、SFC）
  - アルカノイド Doh it Again（タイトー、SFC）
  - アイドルプロジェクト（ケイエスエス、PC）
- 1995年
  - アイドルプロジェクト2（ケイエスエス、PC）
  - Minnesota Fats: Pool Legend（データイースト、セガサターン）
  - 機装ルーガII The Ends of Shangrila（工画堂スタジオ、PCエンジン）
- 1996年 - ウィザードリィVI,VII コンプリート（データイースト、セガサターン）
- 1998年
  - テイルコンチェルト（サイバーコネクト、PS）
  - わくわくボウリング（ココナッツジャパンエンターテイメント、PS）
  - ザ・ドラッグストア ～マツモトキヨシでお買い物～（ヒューマン、PS）
- 2000年 - ブレイブサーガ2（タカラ、PS）
- 2005年 - メテオス（バンダイ、ニンテンドーDS）
- 2007年 - 大乱闘スマッシュブラザーズX（任天堂、Wii）
- 2016年 - Re:LieF〜親愛なるあなたへ〜（RASK、Win）※『せいんと☆ぴーち』名義

### 映画
- 2002年
  - 餓鬼ハンター
  - 盲獣の女
  - 妖艶 軽井沢婦人
- 2003年 - 恐怖奇形人形
- 2005年 - 豪快エロ坊主
- 2006年 - GOKUNIN～極道忍法帖
- 2008年 - 令嬢探偵★モロボシアイ～広島より愛をこめて～
- 2013年 - Father （オムニバス３編中２編を担当）
- 2016年 - ガチャガチャ/GACHAGACHA
- 2020年 - クローゼット
- 2021年 - 初色

### 舞台作品
- 2001年 - 音楽劇　葉っぱのフレディ
- 2005年 - 音楽劇　銀河鉄道の夜
- 2008年 - 音楽詩　うつくしい のはら
- 2014年 - 音楽詩　ハチドリのひとしずく
- 2022年 - 合唱劇　ブンナよ、木からおりてこい
- 2023年 - オペラ　銀河鉄道の夜
- 2024年 - 音楽絵巻　浄瑠璃姫の悲恋

### 映像音楽
- 1995年
  - ガラパゴスの海へ（シンフォレスト、CD-ROM）
  - Dolphin Blue（シンフォレスト、CD-ROM）
  - Dear England（シンフォレスト、CD-ROM）
- 1996年 - 新リヨン伝説 漆黒の魔神（メディアステーション、OVA）
- 2001年 - 名古屋市科学館プラネタリウム「お月見の夜」
- 2004年 - 名古屋市科学館プラネタリウム「七夕の夜」
- 2005年 - 名古屋市科学館プラネタリウム「クリスマスの夜」
- 2007年 - 花名所百景～満開絶景を尋ねて（シンフォレスト、DVD）
- 2023年 - 岡崎市桜城橋プロジェクションマッピング「徳川十二新匠」4月作品

### 編曲作品
- 1998年 - 岡崎市民音楽祭「サウンド・オブ・ミュージック」
- 2006年
  - 岡崎市・額田町合併式典「岡崎市歌」オーケストラ演奏
  - 川村哲也カンツォーネコンサート「世界の歌」
- 2008年 - 名古屋市文化振興事業団企画公演「オズの魔法使い」
- 2009年
  - 鏑木勇樹テノール・リサイタル「日本の十二箇月～もうひとつのアプローチ」
  - 日向由子CD「アル・ディ・ラ～美しきイタリアンメロディ」
- 2010年 - ミュージカル「PRESENT」
- 2014年 - 川村哲也カンツォーネコンサート「大いなる世界」